# Bibio velcidus
Bibio velcidus är en tvåvingeart som beskrevs av Hardy 1937. Bibio velcidus ingår i släktet Bibio och familjen hårmyggor.
Artens utbredningsområde är New Brunswick. Inga underarter finns listade i Catalogue of Life.